# Paracrocidura maxima
Paracrocidura maxima är en däggdjursart som beskrevs av Heim de Balsac 1959. Paracrocidura maxima ingår i släktet Paracrocidura och familjen näbbmöss. IUCN kategoriserar arten globalt som nära hotad. Inga underarter finns listade i Catalogue of Life.
Denna näbbmus förekommer i Afrika i Burundi, östra Kongo-Kinshasa, Rwanda och Uganda. Arten vistas i bergstrakter mellan 850 och 2700 meter över havet. Habitatet utgörs främst av tropiska fuktiga bergsskogar. Paracrocidura maxima hittas även i träskmarker och i regioner med bambu som vegetation. Individerna går främst på marken.
Arten blir 80 till 97 mm lång (huvud och bål), har en 37 till 48 mm lång svans och väger 16 till 21 g. Paracrocidura maxima har 14 till 16 mm långa bakfötter och 4 till 8 mm långa öron. Den korta och täta pälsen har en svartgrå till svartbrun färg. På den tjocka svansen förekommer styva hår. Huvudet är stort jämförd med bålens längd.